# Tom Bossis
Pour les articles homonymes, voir Bossis.
Tom Bossis, né le 21 février 1994 à Angers, est un coureur cycliste français.

## Biographie

### Débuts et parcours chez les amateurs français
Natif d'Angers, Tom Bossis passe son enfance à Celles-sur-Belle, dans les Deux-Sèvres. Passionné de cyclisme, il commence à pratiquer ce sport à l'âge de douze ans, par le biais de son professeur de mathématiques qui deviendra son premier entraîneur, à la Pédale Saint-Florentaise de Niort. Il déménage ensuite en Rhône-Alpes, et termine sixième de sa première course en 2006, disputée à Saint-Clair-du-Rhône en catégorie benjamin. Il prend ensuite sa première licence à l'EC Pierre-Bénite Saint-Genis-Laval, où il court durant cinq ans.
En 2012, il intègre la structure junior du CR4C Roanne. Avec celle-ci, il devient notamment champion de Rhône-Alpes juniors, et remporte le Tour Nivernais Morvan juniors et le championnat de Rhône-Alpes juniors. Surtout, il se distingue en s’imposant sur le Tour de la CABA, une épreuve toutes catégories, devant plusieurs coureurs élites amateurs français,. Au mois d'août, il remporte la première étape puis termine troisième du Tour Cévennes-Garrigues. Durant ce même été, il se classe troisième d'une étape sur le Tour du Valromey (9e du classement général) et neuvième du championnat de France sur route juniors.
Après ces bonnes prestations chez les juniors, il est promu dans l'équipe DN1 du CR4C Roanne en 2013. Il connait cependant une saison en demi-teinte, et rejoint le Chambéry CF en 2014, réserve de l'équipe professionnelle AG2R La Mondiale. Il participe à plusieurs courses de haut niveau, comme le Rhône-Alpes Isère Tour, le Tour de Berne ou encore Paris-Roubaix espoirs.

### Expérience chez Tusnad (2015)
En 2015, il court tout d'abord au Probikeshop Saint-Étienne Loire, mais n'obtient pas de résultats probants. Entre-temps, il prend la cinquième place du Tour du Sénégal, qu'il dispute avec une équipe mixte, en compagnie notamment de Steve Houanard, troisième de l'épreuve. Au mois de mai, il est recruté par l'équipe continentale roumaine Tusnad, par l'intermédiaire de Florent Horeau, directeur sportif au sein de cette formation. En Ukraine, il se met en valeur en terminant dixième du Grand Prix de Vinnytsia et dix-neuvième du Grand Prix ISD. Ce même mois, il dispute le Tour de Serbie, où il obtient pour meilleur classement une onzième place sur la deuxième étape. Après cette épreuve, il souhaite participer aux championnats de France professionnels, mais un problème de législation avec la Fédération française de cyclisme l'empêche d'en prendre le départ. Au mois de septembre, il part vivre à Tokyo au Japon, dans le cadre de ses études de littérature, qu'il entend poursuivre à l'Université Chūō.

### Depuis 2016: expérience japonaise
Après avoir annoncé l'arrêt de sa carrière cycliste, il est finalement séduit par le projet de l'équipe franco-japonaise Neilpryde-Nanshin Subaru, qu"il rejoint pour la saison 2016. Parallèlement, il travaille en tant que guide à Cycling Japan, une entreprise proposant des voyages à vélo. En 2017, son équipe est promue à l'échelon continental UCI, et prend l'appellation Interpro Academy. Il dispute sa première course dès le mois de février, à la  Tropicale Amissa Bongo. Il se montre à l'avant de la course durant la deuxième étape, en se glissant dans une échappée de dix coureurs. Il se classe 58e au classement général, tandis que son coéquipier Tesfom Okubamariam prenant la deuxième place derrière Yohann Gène. Au mois de septembre, il retourne dans les rangs amateurs japonais en rejoignant l'équipe Tokyo Ventos, où il occupe également la fonction de directeur sportif. Il poursuit avec celle-ci en 2018.

## Palmarès
- 2012
  - Champion de Rhône-Alpes sur route juniors
  - Tour Nivernais Morvan juniors
  - Prix de Montverdun
  - Tour de la CABA :
    - Classement général
    - 2e étape (contre-la-montre par équipes)

  - 1re étape du Tour Cévennes-Garrigues
  - 3e du Tour Cévennes-Garrigues
- 2013
  - 2e du Prix de Manziat
- 2014
  - Souvenir Marthe-Dubois